# Salar Azimi
Salar Azimi (Teheran, 21 september 1982) is Iraans ondernemer. Hij kwam op 13-jarige leeftijd als vluchteling naar Nederland, waar hij asiel aanvroeg. In korte tijd werkte hij zich op tot miljonair. Zijn vermogen is voornamelijk afkomstig uit investeringen in horeca en vastgoed. Azimi werd met name bekend vanwege zijn deelnames aan verschillende televisieprogramma's, waarin hij opvalt vanwege zijn extravagante levensstijl en uitgesproken mening.

## Levensloop
In 1995 vluchtte Azimi samen met zijn ouders en broer Sasan Azimi uit Iran naar Nederland. De familie verbleef vervolgens in een asielzoekerscentrum in Zeeuws-Vlaanderen. Na drie jaar kregen ze een verblijfsvergunning. Als bijbaantje werkte hij als rabarberplukker. 
De familie Azimi krijgt een huis toegewezen in Zuidzande. Daar blijft Azimi wonen tot hij bedrijfsmanagement gaat studeren op de Fontys Hogeschool in Tilburg. Zijn scriptie schrijft hij over de behoeftes in de stad Sluis, waaruit blijkt dat er een tekort is aan telecomzaken. Na zijn afstuderen start Azimi daarom samen met zijn broer in 2005 zijn eerste zaak: Trendy Telecom. De zaken worden vervolgens uitgebreid met een computerzaak, kledingzaak, restaurants en hotels. Dit zakenimperium zorgt ervoor dat beide broers in korte tijd multimiljonairs werden.

## Voetbalclub
Azimi is een groot voetballiefhebber. Hij is sponsor van NAC Breda. Daarnaast bracht hij in 2018 een bod uit op Roda JC. In 2018 koopt Azimi voetbalclub Patro Eijsden uit Maasmechelen.

## Priveleven
Azimi is getrouwd met Annika de Ruijsscher. Ze hebben twee dochters. Ze wonen in kasteel Elderschans in Aardenburg.

## Verdenking van fraude
Op 9 maart 2021 heeft de politie een inval gedaan in hotel De Elderschans in Aardenburg, het kantoor van het zakenimperium van de gebroeders Azimi, en het naastgelegen kasteel Elderschans. De politie heeft laten weten dat het om een fraude-onderzoek gaat. De broers worden een aantal dagen in hechtenis gehouden, op verdenking van witwassen, hypotheekfraude en valsheid in geschrifte.
In 2023 legt het OM vervolgens uit voorzorg beslag op de bezittingen van de gebroeders Azimi. Er werd beslag gelegd op een hotel, woningen, bankrekeningen, aandelen en inkomsten uit bv's. De waarde van de beslaglegging gaat om enkele miljoenen.

## Media
- The Sky Is The Limit (2017)
- Steenrijk, Straatarm
- Waar doen ze het van?